# Copelatus nimbaensis
Copelatus nimbaensis är en skalbaggsart som beskrevs av Legros 1958. Copelatus nimbaensis ingår i släktet Copelatus och familjen dykare. Inga underarter finns listade i Catalogue of Life.